# Baumgarten-emlékdíj és -jutalom
A Baumgarten-díj a Baumgarten Ferenc Ferdinánd által alapított irodalmi díj és jutalom volt 1929 és 1949 között. Kiosztója a Baumgarten Alapítvány volt. 1950-től a Minisztertanács által alapított József Attila-díj vette át a helyét. 2020-ban újraalapították Baumgarten-emlékdíj és -jutalom néven.

## Története
Az alapító 1923. október 17-én kelt végrendeletében döntött úgy, hogy tetemes vagyonából „oly komoly törekvésű, akár a szépirodalmat, akár a tudományt művelő magyar írók” részesüljenek évdíjban, jutalom vagy segély formájában, akik „minden vallási, faji és társadalmi előítélettől mentesek és csakis eszményi célokat szolgálnak és így személyes előnyök kedvéért megalkuvást nem ismervén, anyagiakban szükséget szenvednek.”
Amikor az alapító 1927-ben meghalt, a család megtámadta a végrendeletet. A német és magyar írók tiltakoztak a család szándéka ellen. Emiatt csak 1928 áprilisában emelkedett jogerőre a végrendelet.

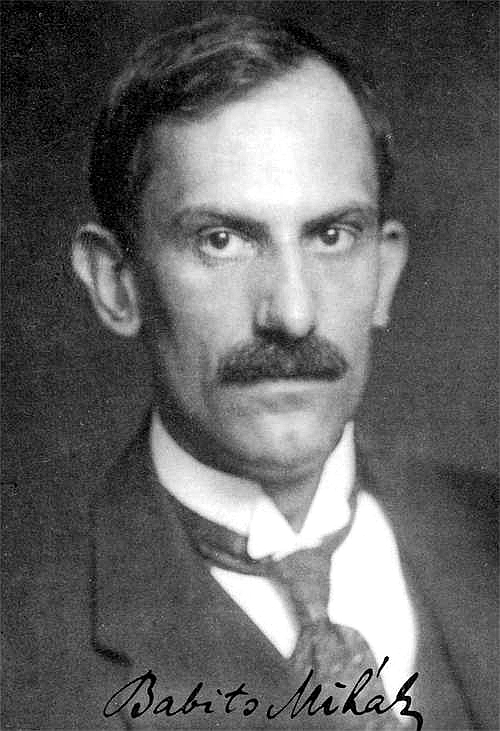
Babits Mihály

A Baumgarten Alapítvány kuratóriuma döntött az egyes díjak odaítéléséről, melynek tagjai Basch Lóránt ügyvéd és Babits Mihály voltak. Az első díjakat 1929-ben osztották ki.
Hölgyeim és Uraim, a »Baumgarten Ferencz Irodalmi Alapítvány« első ünnepsége egyszersmind egy halott emlékének ünnepe is: mert épp ma két éve, hogy alapítványunk létesítője a téli Tátra havas bércei közt egy gyors betegség váratlan áldozata lett. Ez a halálnap alapítványunk voltaképpeni születésnapja; mert ez a magyar születésű német író idegenbe szakadt kincses rokon módján végrendeletében gondoskodott szegény magyar írótestvéreiről…
Az utolsó díjkiosztás 1949-ben volt. Addig az 1945-ös esztendő kivételével minden évben kiosztották a díjakat, január 18-án, az alapítvány székházában.
Babits halála után (1941-től) Schöpflin Aladár vette át a helyét. A kuratóriumot egy nyolctagú tanácsadó testület segítette.
Az évdíjak összege 3000–8000 pengő, 1947-től pedig 8000–10 000 forint volt. Az arra különösen rászoruló és méltó díjazottaknak akár több évre meghosszabbítható vagy újra kiadható volt. (Az irodalmi díj 1920–30-as évekbeli 4000 pengős összege 2019-es értékre átszámítva kb. 2,8–4 millió forintot jelent.)
Fennállása alatt 126 jutalmat és díjat osztott ki a Baumgarten Alapítvány. Schöpflin Aladár halálát (1950. augusztus 9-e) követően, októberben megszüntették az Alapítványt. Megszüntetése után helyét a Minisztertanács által alapított József Attila-díj vette át.
A rendszerváltás után az alapító leszármazottja, Baumgarten Artur próbálta elérni, hogy a díjat újra élesszék fel, az egykori javakat a kárpótlás során adják vissza, ám igyekezete nem járt sikerrel.
2019-ben Kukorelly Endre egymillió forintot ajánlott fel a Baumgarten-díj visszaállítására. 2020. január 16-án a Gundel étteremben adták át első ízben a 2019-ben alapított, közösségi finanszírozással fenntartott Baumgarten-emlékdíjakat. Öt díj és hat jutalom talál gazdára minden évben, a díjakkal járó összeg 2020-ban összesen 5 200 000 forint, a díjazottak Klimó Károly grafikája mellett egyenként 800 000, a jutalmazottak fejenként 200 000 forintot vihettek haza. A díj első kurátora: Kukorelly Endre. Szakmai tanácsadók: Kemény István, Margócsy István és Nemes Z. Márió.

## Érdekességek
- Az 1936-os díjazottak közt volt József Attila is, ám egy szerencsétlen egybeesés miatt Babits az utolsó pillanatban meggondolta magát. Ekkor jelent ugyanis meg a Reggel 1935. november 25-i számában az „Én nem tudtam” című verse, amelyet Babitsnak ajánlott: „Babits Mihálynak hódolattal”. Bár a verset József Attila már korábban leadta a szerkesztőségbe, mégis csak a döntés idejében jelent meg. Babits el akarván kerülni a látszatot, hogy csak az lehet díjazott, aki neki hódol, József Attilát kivette a díjazottak közül, és mint előző esztendőben is, csak jutalmazott lett.
- 1949-ben a díjazandók névsorából Szabó Magdát és Németh Lászlót törölték.[9][10]

## Díjazottak (1929–1949)
- 1929. évdíjak: Elek Artur, Erdélyi József, Farkas Zoltán, Juhász Gyula, Kárpáti Aurél, Osvát Ernő, Schöpflin Aladár, Szini Gyula, Tamási Áron, Tersánszky Józsi Jenő
- 1930. évdíjak: Elek Artur, Fülep Lajos, Juhász Gyula, Krúdy Gyula, Németh László, Tamási Áron, Tersánszky Józsi Jenő, Tóth Aladár
- 1931. évdíjak: Bartucz Lajos, Elek Artur, Erdélyi József, Illyés Gyula, Juhász Gyula, Révész Béla, Salgó Ernő, Tersánszky Józsi Jenő
- 1932. évdíjak: Füst Milán, Gellért Oszkár, Halász Gábor, Nagy Lajos, Szabó Lőrinc

jutalmak: Bányai Kornél, Fürst László, Gelléri Andor Endre, Kertész Manó, Reichard Piroska
- 1933. évdíjak: Erdélyi József, Gellért Oszkár, Gyergyai Albert, Illyés Gyula, Szép Ernő, Tamási Áron, Váczy Péter

jutalmak: Szabolcsi Bence, Török Sándor
- 1934. évdíjak: Gelléri Andor Endre, Gellért Oszkár, Illyés Gyula, Joó Tibor, Tersánszky Józsi Jenő, Turóczi-Trostler József, Wass Albert

jutalmak: Dienes Valéria, Fekete Lajos, Fenyő László, Fodor József
- 1935. évdíjak: Füst Milán, Halász Gábor, Karinthy Frigyes, Nagy Lajos, Szerb Antal

jutalmak: Barta János, Ferenczy Valér, József Attila, Telekes Béla, Weöres Sándor
- 1936. évdíjak: Illyés Gyula, Kárpáti Aurél, Ortutay Gyula, Schöpflin Aladár, Cs. Szabó László, Weöres Sándor

jutalmak: József Attila, Prahács Margit
- 1937. évdíjak: Gyergyai Albert, Hevesi András, Illés Endre, Kodolányi János, Rapaics Raymund, Reményik Sándor, Szabó Lőrinc

jutalmak: Balogh Jolán, Radnóti Miklós
- 1938. évdíjak: Barta János, Dallos Sándor, József Attila (posztumusz), Kós Károly, Molnár Antal, Nagy Lajos

jutalmak: Bohuniczky Szefi, Kampis Antal, Kardos László, Komor András
- 1939. évdíjak: Farkas Zoltán, Halász Gyula, Illés Endre, Jankovich Ferenc, Jékely Zoltán, Laczkó Géza, Molnár Kata, Szabó Zoltán

jutalmak: Bözödi György, Devecseri Gábor
- 1940. évdíjak: Joó Tibor, Komjáthy Aladár, Tóth Aladár, Wass Albert

jutalmak: Ambrózy Ágoston, Bóka László, Kádár Erzsébet,
- 1940. évdíjak: Mátrai László, Tolnai Gábor
- 1941. évdíjak: Kerecsényi Dezső, Reményik Sándor, Réti István, Tompa László

jutalmak: Kállai Ernő, Kolozsvári Grandpierre Emil, Takáts Gyula
- 1942. évdíjak: Berde Mária, Bohuniczky Szefi, Mátrai László, Ortutay Gyula, Rónay György, Szentimrei Jenő

jutalmak: Ember Győző, Szabédi László, Vajda Endre
- 1943. évdíjak: Asztalos István, Bóka László, Fodor József, Jankovich Ferenc, Révay József, Tamási Áron

jutalmak: Képes Géza, Szemlér Ferenc
- 1944. évdíjak: Benedek Marcell, Gulyás Pál, Kolozsvári Grandpierre Emil, Szabó Lőrinc

jutalmak: Berda József, Csapodi Csaba
- 1945-ben nem volt díjkiosztás.
- 1946. évdíjak: Füst Milán, Gyergyai Albert, Lukács György, Török Sophie

jutalmak: Devecseri Gábor, Hegedűs Zoltán, Kádár Erzsébet, Pogány Ö. Gábor
- 1947. évdíjak: Déry Tibor, Kassák Lajos, Szabolcsi Bence

jutalmak: Csorba Győző, Faragó László, Hajnal Anna, Kálnoky László, Pilinszky János, Trencsényi-Waldapfel Imre
- 1948. évdíjak: Bölöni György, Kerényi Károly, Vas István, Zelk Zoltán

jutalmak: Lányi Sarolta, Mándy Iván, Nemes Nagy Ágnes, Szentkuthy Miklós, Vajda Endre
- 1949. évdíjak: Ignotus, Képes Géza, Szabó Pál, Trencsényi-Waldapfel Imre

jutalmak: Benjámin László, Karinthy Ferenc, Kuczka Péter, Lakatos István, Nagy Sándor, Szigeti József

## Díjazottak (2020–)
2019-ben Kukorelly Endre író kezdeményezésére a Gyümölcsöskert Irodalmi Egyesület 2020-ban alapította újra a díjat Baumgarten-emlékdíj és -jutalom néven, közösségi finanszírozással. Szorosan nem kötődik az eredeti rendszerhez: a díjak odaítéléséről a tanácsadók javaslatai alapján három egymás utáni évben egy kurátor dönt, majd mandátumát az egyik, akkor már díjazott számára átadja. Klimó Károly grafikája mellett első alkalommal egyenként 800 000, a jutalmazottak fejenként 200 000 forintot kaptak.
- 2020. év emlékdíjak: Marno János, Márton László, Pintér Béla, St.Auby Tamás és Christina Viragh

és jutalmak: Bán Zoltán András, Bartók Imre, Csehy Zoltán, Kulcsár-Szabó Zoltán, Peer Krisztián és Szilágyi Zsófia
- 2021. év emlékdíjak: Báthori Csaba, Bodor Ádám, Garaczi László, Margócsy István, Szijj Ferenc, Selyem Zsuzsa, Takáts József és Tompa Andrea

és jutalmak: Berta Ádám, Hermann Veronika, Kalász Orsolya, Németh Zoltán, Sipos Balázs, Ela Sobolewska és Szolláth Dávid
- 2022. év emlékdíjak: Géczi János, Harkai Vass Éva, Lövétei Lázár László, Markó Béla, Nemes Z. Márió, Ilma Rakusa, Szirák Péter és Tamás Gáspár Miklós

és jutalmak: Nagy Csilla, Vajna Ádám és Vida Kamilla
- 2023. év emlékdíjak (a képzőművészeti alkotás Szotyori László munkája):[12] Farkas Zsolt, Kemény István, Lőrincz Csongor, Terézia Mora, Tasnády Attila

és jutalmak: Deres Kornélia, Karádi Éva, Kutasy Mercédesz, Szálinger Balázs
- 2024. év emlékdíjak: András Sándor, Forgách András, Rényi András, Simon Attila

és jutalmak: A. Dobos Éva, Ménes Attila, Tótfalusi Ágnes
- 2025. év emlékdíjak: Németh Gábor, Földényi F. László, Solymosi Bálint, Szilágyi Ákos, Szilasi László

és jutalmak: Bakos Gyöngyi, Hegedüs Vera, Rédl Zora, Schillinger Gyöngyvér, Tasnádi Edit